# Cedar Springs (Michigan)
Cedar Springs est une ville du comté de Kent, dans l'État du Michigan, aux États-Unis. En 2020, sa population était de 3 627 habitants.